# 7α-甲基雌二醇
7α-甲基雌二醇（英語：7α-Methylestradiol，缩写7α-Me-E2，也称为7α-甲基雌甾-1,3,5(10)-三烯-3,17β-二醇，7α-methylestra-1,3,5(10)-triene-3,17β-diol）是一种人工合成的甾体类雌激素药物，对雌激素受体的亲和力与雌二醇相当。7α-甲基雌二醇同时也是雄激素/同化類固醇曲托龙的活性代謝產物，是曲托龙造成的雌激素效应的原因。